# Leucocnemis
Leucocnemis là một chi bướm đêm thuộc họ Noctuidae.

## Loài
- Leucocnemis nivalis (J.B. Smith, 1894)
- Leucocnemis obscurella Barnes & McDunnough, 1916
- Leucocnemis perfundis (J.B. Smith, 1894)
- Leucocnemis variabilis Barnes & McDunnough, 1918